# Бавлены (село)
Бавле́ны  — село в Кольчугинском районе Владимирской области России, входит в состав Бавленского сельского поселения.

## География
Село расположено в 1 км на юго-восток от центра поселения посёлка Бавлены, в 16 км на северо-восток от райцентра города Кольчугино.

## История
Село Бавленье (Богоявленье тож) в первый раз упоминается в писаной в 1410 году духовной грамоте серпуховского князя Владимира Андреевича Храброго (1353-1410). Он отказал село сыну Семёну (1372-1426), удельному князю боровскому. В конце XVI и в течение XVII века Богоявленское было вотчиной Московского патриархата; с упразднением же патриаршества перешло в ведение Синодального Приказа. Название села Богоявленским даёт основание предполагать, что первоначальная церковь здесь была основана в честь Богоявления Господня, а из вышеупомянутого духовного завещания князя Владимира Андреевича видно, что она существовала здесь уже в начале XV века. Точные исторические свидетельства о ней относятся к  XVII веку. К началу XIX века стоявшая в селе деревянная церковь пришла в ветхость, и в 1803 году священник Богоявленского храма Села Бавлены Иоанн Матвеев подал прошение епископу Владимирскому и Суздальскому Ксенофонту о разрешении на строительство каменного храма и о выдаче сборной книги для сбора недостающих средств. Ныне существующая церковь построена усердием прихожан в 1810 году. Престолов в ней два: в холодной - Богоявления Господня, в тёплом приделе - Рождества Пресвятой Богородицы.
В конце XIX — начале XX века село входило в состав Ильинской волости Юрьевского уезда, с 1924 года — в составе Кольчугинской волостиАлександровского уезда.
С 1929 года село являлось центром Бавленского сельсовета Кольчугинского района, с 1962 года — в составе Лычевского сельсовета, с 1981 года — в составе Большекузьминского сельсовета.

## Население
| 1859 | 1905 | 2002 | 2010 | 2013 | 2021 |
| ---- | ---- | ---- | ---- | ---- | ---- |
| 268  | ↗370 | ↘52  | ↗495 | ↗548 | ↘48  |

## Достопримечательности
В селе находится действующая Церковь Богоявления Господня (1810).